# Сражение при Надьсомбате
Сражение при Надьсомбате (венг. Nagyszombati csata) — одно из сражений эпохи Освободительной войны 1703-1711 годов под руководством Ференца Ракоци, произошедшее 26 декабря 1704 года возле современного словацкого города Трнава.
31 октября 1704 года мирные переговоры императора и куруцев были прерваны, и в войне, продолжившейся в конце осени, удача была на стороне повстанцев, потому что немецкая гвардия Кашшы (Кошице) сдалась в этот же день, а 16 ноября после ночного штурма капитулировал перед Яношем Боттяном Эрсекуйвар (Нове-Замки). В конце ноября Ференц Ракоци начал осаду Липотвара (Леопольдов), которая из-за отсутствия осадных орудий скорее была окружением. 
Генерал Зигберт Хейстер двинулся на восток, чтобы освободить Липотвар. Услышав об этом, Ракоци прекратил осаду и стал готовиться к сражению. В это время его армия насчитывала 22 000 человек, среди которых были Тамаш Эсе и его пехота, полк карабинеров и дворцовый полк, хотя артиллерия с её 6 пушками была слабой. Хейстер мог противопоставить 20 000 закалённых в боях наёмников и 24 пушки.
Куруцская разведка точно оценила силы и передвижения противника. 25 декабря 1704 года, на рождество, венгерская армия была у Надьсомбата (Трнава), примерно в 15 километрах от противника. Ракоци решил дождаться рассвета и отправился со своей свитой на рекогносцировку, миновал Надьсомбат, но заблудился в неожиданной метели, начавшейся в час дня, и к тому времени, когда он вернулся на поле боя, битва уже началась канонадой с обеих сторон. В центре куруцев стояли пехота и 6 пушек, карабинерный и дворцовый полки, на правом фланге — Миклош Берчени, на левом — Антал Эстерхази.
Атаку начали оба фланга куруцев, затем выступил центр. В результате кавалерийского удара Берчени левое крыло Хейстера распалось, и гайдуки Ракоци ударили на центр имперской армии, захватив несколько орудий. Всадники Очкая на левом венгерском фланге стали угрожать обходом и кое-где даже обошли позицию противника. Казалось, куруцы одержали полную победу, но они стали грабить обоз австрийцев и не слушаться приказов. 
Хейстер заметил разрыв между правым флангом повстанцев и центром, сплотил дрогнувшую пехоту и предпринял контратаку силами трех кавалерийских полков. Они легко прорвались через брешь и, повернув налево и направо, уничтожили мародерствующую венгерскую кавалерию правого крыла и атаковали пехоту с фланга и тыла. Увидев это, батальон беглых немецких наемников, сражавшихся на стороне Ракоци, внезапно перешел к противнику и начал расстреливать с фланга гайдукскую пехоту. Первая линия венгерской пехоты рухнула и бросилась бежать, и битва была проиграна. Потери куруцев составили около 400, имперские — 600 человек.
После своей победы Хейстер к исходу дня занял Надьсомбат, затем освободил Липотвар, но большего добиться не смог — военная инициатива осталась в руках армии куруцев.